# Tymonowytschi
Tymonowytschi (ukrainisch Тимоновичі; russisch Тимоновичи Timonowitschi) ist ein Dorf im Norden der Ukraine mit etwa 0 Einwohnern (2024).
Tymonowytschi wurde im Jahr 1620 gegründet und ist das administrative Zentrum der gleichnamigen Landratsgemeinde innerhalb des Rajon Semeniwka in der Oblast Tschernihiw nahe der Grenze zur russischen Oblast Brjansk. Die Ortschaft liegt am Ufer des Snow etwa 18 km nordwestlich vom ehemaligen Rajonzentrum Semeniwka und 170 km nordöstlich der Oblasthauptstadt Tschernihiw.
Am 14. Juli 2017 wurde das Dorf ein Teil der neugegründeten Stadtgemeinde Semeniwka, bis dahin bildete es zusammen mit den Dörfern Bronywy (Брониви), Kalyniwske (Калинівське), Lubjane (Луб'яне), Medwediwka (Медведівка), Saritschtschja (Заріччя) und Tschornosem (Чорнозем) die gleichnamige Landratsgemeinde Tymonowytschi (Тимоновицька сільська рада/Tymonowyzka silska rada) im Nordosten des Rajons Semeniwka.
Am 17. Juli 2020 kam es im Zuge einer großen Rajonsreform zum Anschluss des Rajonsgebietes an den Rajon Nowhorod-Siwerskyj.